# Sam Hendriks
Sam Hendriks (Doetinchem, 25 gennaio 1995) è un calciatore olandese, attaccante svincolato.

## Palmarès

### Club

#### Competizioni nazionali
- Campionato armeno: 1

P'yownik: 2023-2024